# Stubbenkammer (Schiff, 1971)
Die Stubbenkammer war ein deutsches Eisenbahnfährschiff, das zunächst auf der Königslinie von Sassnitz nach Trelleborg in Schweden und später als Frachtfähre in die Sowjetunion, Afrika und den Nahen Osten verkehrte.

## Geschichte
Das Schiff wurde von März 1970 bis September 1971 im Auftrag der schwedischen Stena AB auf der norwegischen Werft Trosvik mekaniske verksted in Brevik (Baunummer 94) gebaut. Der Stapellauf war am 5. März 1971, abgeliefert wurde das Schiff am 14. September 1971. In Fahrt kam es für die Deutsche Reichsbahn, die das Schiff zunächst charterte und Ende September 1971 auf der Königslinie in Dienst stellte. Bereits Ende Oktober 1971 wurde das Schiff an die Deutsche Reichsbahn verkauft.
Am 19. März 1973 stellte das Schiff, zusammen mit der Sassnitz und der Rügen sowie der schwedischen Götaland und der in den 1960er Jahren gebauten Skåne, mit insgesamt 752 an einem Tag befördeten Eisenbahnwaggons, einen neuen Rekord auf.
Im Sommer 1977 wurde die Stubbenkammer durch die Rostock ersetzt und an die Hochsee-Handelsflotte beim VEB Deutfracht Seereederei verchartert. Vom neuen Heimathafen in Rostock wurde sie bis 1983 als Frachtfähre für Fahrten in die Sowjetunion sowie verschiedene Länder in Afrika und dem Nahen Osten eingesetzt.
Im Jahr 1983 wurde die Stubbenkammer an die norwegische Fosen Mekaniske Verksteder auf Fosen verkauft und in Frengenfjord umbenannt. Diese wiederum veräußerten das Schiff 1984 an die Rutelaget Askoy A/S in Bergen, die sie in Kystveien umbenannten. 1985 wurde der Antrieb des Schiffes in Rubbestadneset von vier Normo-Dieseln mit etwa 5100 PS auf zwei WX28V8 von Wichmann-Diesel mit 5662 PS umgerüstet. Die Geschwindigkeit des Schiffes verringerte sich dadurch von rund 17 auf etwa 14 Knoten. Im Jahr 1988 ging das Schiff unter dem Namen Bohus II nach Sandefjord an die norwegische Reederei Scandi Line. Ab 1994 war das Schiff als Subic Adventure (Panama Stadt), Einar Tambarskjelve (Trondheim) und ab 1998 als Petronila Mata (Caracas) unterwegs.
Im Jahr 2007 wurde es in Venezuela verschrottet.